# 魏玄
魏玄（？—？），字僧智，任城郡（今山东省济宁市）人，北魏、西魏、北周官员。

## 生平
魏玄的六世祖魏休是西晋的鲁郡太守，永嘉之乱后南迁，因此在江南定居。父亲魏承祖在北魏景明年间从南齐归附北魏，于是在新安郡安家。
魏玄年少慷慨，有胆略。普泰年间，魏玄出任奉朝请，多次从军和南梁交战。永安初年，魏玄以军功加征虏将军、中散大夫。永熙三年（534年），魏孝武帝西迁关中，东魏北迁首都到邺城，当时人情骚动，去留不定。魏玄于是招募集合同乡，在关南起兵，跟随韦法保在关口和东魏司徒高敖曹交战。大统三年（537年），独孤信攻入洛阳后，魏玄隶属于行台杨琚防守马渚，再度和高敖曹交战。从此魏玄经常率领乡兵抵抗东魏，前后十几次战斗，魏玄都有战功。
大统九年（543年），邙山之战中西魏中央军遭遇失败，宜阳、洛州都为东魏守城，崤山以东支持西魏的都在观望。魏玄的母亲和弟弟都在宜阳，魏玄认为忠孝不两立，因而率领义军返回关南镇守抚慰。宇文泰亲自写信慰劳，任命魏玄为洛阳县县令，封广宗县子，食邑四百户。大统十三年（547年），魏玄和开府李义孙攻克伏流城，又攻克孔城，就和李义孙在孔城镇守，不久移防伏流城。大统十四年（548年），魏玄出任帅都督、东平郡太守，转任河南郡太守，加大都督。大统十六年（550年），洛安百姓雍方雋占据洛安郡反叛，率领步兵骑兵一千人，自号行台，攻破郡县，俘虏关押太守和县令。魏玄率领弘农郡、九曲、孔城、伏流四城的兵马将雍方雋平定。魏恭帝二年（555年），魏玄加车骑大将军、仪同三司。
周孝闵帝宇文觉登基，魏玄晋爵为伯，食邑增加总计九百户。保定元年（561年），魏玄转移到蛮谷镇守。保定四年（564年），魏玄升任骠骑大将军、开府仪同三司，转移到阎韩镇守，跟随尉迟纲围困洛阳。天和元年（566年），陕州总管尉迟纲派遣魏玄率领仪同宇文能、赵乾等人率领步兵骑兵五百人在鹿驴交以南阻击东魏洛州刺史独孤永业。独孤永业有两万多人，魏玄只率领五名骑兵前往侦查，突然遭遇，随即交战，杀伤对方数十人，缴获马匹铠甲等，独孤永业撤退。天和二年（567年），魏玄进爵为侯，出任白超防防主。天和三年（568年），魏玄升任熊州刺史，他在当地行政宽大仁惠，百姓喜悦。天和四年（569年），魏玄转任和州刺史，伏流防防主，进爵为公。天和五年（570年），北齐将军斛律光进攻宜阳，军队气势很大，魏玄率兵抵抗，每次交战必胜。魏玄后来因病在任内去世。